# São Francisco de Olivença
São Francisco de Olivença é uma aldeia e uma pedanía numa zona fronteiriça, cuja demarcação  é objecto de litígio entre Portugal e Espanha. Reivindicada de jure por ambos países, integra actualmente a comunidade autónoma espanhola da Estremadura. Pertence ao concelho de Olivença.

## História
A história da povoação é recente, foi criada como muitas outras localidades da região pelo Plano Badalhouce, dirigido por Francisco Franco. Construída ex novo em 1956, foi chamada assim em honra do ditador espanhol seguindo uma política de culto de personalidade.